# دون كلارك (عازف قيثارة)
دون كلارك (بالإنجليزية: Don Clark)‏ هو عازف قيثارة أمريكي، ولد في 30 مايو 1975 في سان خوسيه في الولايات المتحدة.